# Oryzias orthognathus
Oryzias orthognathus é uma espécie de peixe da família Adrianichthyidae.
É endémica da Indonésia.